# FC Concordia Basel
Der Fussballclub Concordia Basel ist ein Fussballverein der Stadt Basel und wurde am 7. Juni 1907 gegründet. Er wird als «kleiner Bruder» des FC Basel bezeichnet, und im Volksmund Congeli genannt. Der FC Concordia spielt momentan in der 1. Liga und trägt zurzeit seine Heimspiele im Leichtathletikstadion St. Jakob Basel aus. Concordia ist die Nummer 3 der Schweiz in der Ewigen Rangliste der 1. Liga.

## Geschichte
| Saison                                            | Liga            | Stufe | Platz |
| ------------------------------------------------- | --------------- | ----- | ----- |
| 1908/09                                           | Serie A Basel   | 3     | 1/10  |
| 1909/10                                           | Serie B         | 2     | 4/9   |
| 1910/11                                           | Serie B         | 2     | 2/9   |
| 1911/12                                           | Serie B         | 2     | 1/6   |
| 1912/13                                           | Serie B         | 2     | 1/7   |
| 1913/14                                           | Serie B         | 2     | 1/7   |
| 1914/15                                           | Serie B         | 2     | 1/7   |
| 1915/16                                           | Serie B         | 2     | 1/8   |
| 1916/17                                           | Serie B         | 2     | 1/9   |
| 1917/18                                           | Serie B         | 2     | 1/9   |
| 1918/19                                           | Serie B         | 2     | 1/7   |
| 1919/20                                           | Serie B         | 2     | 1/8   |
| 1920/21                                           | Serie B         | 2     | 1/8   |
| 1921/22                                           | Serie B         | 2     | 1/8   |
| 1922/23                                           | Serie Promotion | 2     | 1/8   |
| grün unterlegt: Aufstieg / rot unterlegt: Abstieg |                 |       |       |

### Anfänge, Cupsieg und Dominanz der zweiten Liga (1907–1923)
Der FC Concordia wurde am 7. Juni 1907 von Fussballbegeisterten gegründet, darunter befand sich auch der erste Präsident Concordias, Max Zehnder.
Bereits im Gründungsjahr trat der FC Concordia dem kantonalen Fussballverband Basel bei. Zu Beginn absolvierte der FC Concordia lediglich Freundschaftsspiele. Der Spielbetrieb wurde erst in der Saison 1908/09 aufgenommen, in der Concordia auf Anhieb die Meisterschaft des kantonalen Fussballverbands Basel gewinnen konnte, wobei bis heute ungeklärt ist, ob Congeli in der Serie A oder B gewonnen hatte. Im September 1908 wurde der erste vereinseigene Fussballplatz gemietet, dieser befand sich an der Ecke Dornacherstrasse/Delsbergerallee im Gundeli-Quartier, in der Nähe des Bahnhofs SBB.
Am 1. August 1909 trat der FC Concordia der Swiss Football Association, dem heutigen SFV, bei. Der FC Concordia startete in der Saison 1909/10 in der zweiten Liga, der damaligen Serie B. Dort wurde Congeli in der Gruppe Zentralschweiz eingeteilt. Am Ende belegte Concordia in seiner ersten Saison in der SFA den 4. Rang. Eine Saison später belegte man den 2. Rang, der zur Teilnahme an den Finalspielen der Serie B berechtigte. Diese wurden vom Stadtrivalen Nordstern gewonnen. Ebenfalls 1910/11 gewann Concordia den Och-Cup, den Vorgänger des heutigen Schweizer Cups.
Wiederum ein Jahr später wurde Concordia erstmals Sieger der Serie B, denn Concordia konnte die Finalspiele dieses Mal für sich entscheiden, was theoretisch zum Aufstieg in die Serie A berechtigte. Jedoch stiess das Aufnahmegesuch Concordias bei der SFA auf Ablehnung, wobei der Grund recht ungewöhnlich scheinen mag – dem FC Concordia wurde der Aufstieg aufgrund «mangelnder Tradition» verweigert.
Zu jener Zeit bestand die Serie B aus 3 Regionen mit insgesamt 8 Gruppen. 1912/13 hiessen in der Zentralschweizer Region die Gruppensieger FC Concordia, FC Basel II und FC Breite Basel. Letzterer setzte sich schliesslich in den Zentralschweizer Finalspielen durch.
Auch in den Folgejahren bis 1921/22 belegte der FC Concordia in seiner Gruppe ausnahmslos den 1. Rang – also ab 1911/12 elfmal in Folge. Die anschliessenden Zentralschweizer Finalspiele entschied der FC Concordia nach 1911/12 weitere fünfmal für sich: 1914/15, 1916/17, 1917/18, 1918/19 und 1921/22. Als Gewinner der Zentralschweizer Finalspiele qualifizierte man sich für die landesweite 3er-Finalpoule der Serie B mit den Siegern der Ostschweiz und der Westschweiz als Gegner. Diese Finalpoule wurde jedoch erst im letzten Anlauf mit einem 4:2-Sieg gegen Forward Morges sowie einem Forfaitsieg gegen den FC Lugano gewonnen. Gleichzeitig berechtigte dieser Erfolg zu Auf-/Abstiegsspielen gegen Old Boys Basel als letztklassiertes Team der Serie A, Region Zentralschweiz. Diese beiden Partien gingen jedoch mit 1:3 und 2:3 verloren, so dass der Aufstieg in die Serie A auch in jenem Jahr nicht zustande kam.
In jener Spielzeit eröffnete Concordia auch den eine Saison zuvor erworbenen Fussballplatz Heiligholz in Münchenstein mit dem Cupspiel gegen Helvetik Basel.
Per 1922/23 führte der Fussballverband eine neue Liga ein, die Serie Promotion: Diese war neu die zweithöchste Spielklasse nach der Serie A und vor der neu dritthöchsten Spielklasse Serie B. Dank der starken Leistung der Saison 1921/22 durfte der FC Concordia bei dieser Premiere der Serie Promotion mittun. Gleichzeitig wurde Ludwig Huber der erste vollamtliche Trainer des Vereins. Mit ihm konnte der sich FC Concordia als Zentralschweizer Sieger der Serie Promotion feiern lassen – dank eines 3:1-Siegs im Zentralschweizer Finalspiel gegen den FC Grenchen. In der anschliessenden nationalen Finalpoule behielt dann zwar der SC Veltheim gegen Concordia und Étoile Carouge das bessere Ende für sich, dank der Erweiterung der Serie A von 24 auf 27 Teams stiegen jedoch alle drei Mannschaften in die höchste Spielklasse auf.

### Erste Liga, Pokalschreck und Zwangsabstieg (1923–1931)
| Saison                                            | Liga    | Stufe | Platz |
| ------------------------------------------------- | ------- | ----- | ----- |
| 1923/24                                           | Serie A | 1     | 7/9   |
| 1924/25                                           | Serie A | 1     | 8/9   |
| 1925/26                                           | Serie A | 1     | 8/9   |
| 1926/27                                           | Serie A | 1     | 8/9   |
| 1927/28                                           | Serie A | 1     | 7/9   |
| 1928/29                                           | Serie A | 1     | 5/9   |
| 1929/30                                           | Serie A | 1     | 7/9   |
| 1930/31                                           | Serie A | 1     | 7/11  |
| grün unterlegt: Aufstieg / rot unterlegt: Abstieg |         |       |       |

Die erste Saison in der höchsten Spielklasse beendete der FC Concordia als 7. von neun Teams in der Gruppe Zentralschweiz. Gruppensieger wurde der FC Nordstern Basel.
In den weiteren Jahren kamen keine besseren Klassierungen zustande, man beendete die drei folgenden Saisons auf Rang 8.
Auch in der Saison 1927/28 beendete man die Meisterschaft im unteren Teil der Tabelle auf dem 7. Rang, jedoch sorgte man im Schweizer Cup für Aufregung. Concordia scheiterte erst in den Halbfinals an Urania Genf, das Spiel ging mit 1:2 verloren. Es sollte für lange Zeit die beste Cupklassierung der Vereinsgeschichte sein, denn der 1911 gewonnene Och-Cup wird heute zwar als Vorgänger des Schweizer Cups angesehen, die Sieger jedoch nicht als offizielle Cupsieger der Schweiz gezählt.
Es vergingen zwei weitere Jahre in der Serie A, ehe Concordia in der Saison 1930/31 erstmals seit 10 Jahren wieder absteigen musste. Aufgrund einer Reform der Spielklassen wurde die dreigleisige Serie A durch die zweigleisige Nationalliga ersetzt, Concordia wurde am «Grünen Tisch» in die neugeschaffene 1. Liga, Gruppe Zentralschweiz, zwangsrelegiert.

### Wiederaufstieg, erneuter Abstieg und Jubiläum (1931–1939)
| Saison                                            | Liga         | Stufe | Platz |
| ------------------------------------------------- | ------------ | ----- | ----- |
| 1931/32                                           | 1. Liga      | 2     | 1/14  |
| 1932/33                                           | Nationalliga | 1     | 4/8   |
| 1933/34                                           | Nationalliga | 1     | 10/16 |
| 1934/35                                           | Nationalliga | 1     | 13/14 |
| 1935/36                                           | 1. Liga      | 2     | 10/12 |
| 1936/37                                           | 1. Liga      | 2     | 9/12  |
| 1937/38                                           | 1. Liga      | 2     | 2/12  |
| 1938/39                                           | 1. Liga      | 2     | 2/12  |
| grün unterlegt: Aufstieg / rot unterlegt: Abstieg |              |       |       |

Eine Saison später realisierte Concordia den direkten Wiederaufstieg in die höchste Spielklasse. 1932/33 erreichte Concordia den 4. von acht Plätzen in der Nationalliga, Gruppe II, anschliessend wurde – zum ersten und einzigen Mal – die Challenge National ausgespielt, in der jedes Team gegen sämtliche Teams der anderen Gruppe antrat. Concordia erreichte dort den 5. Rang. Die Nationalliga wurde nach nur zwei Jahren wieder einer Reform unterzogen und auf die nächste Saison eingleisig, Concordia war dieses Mal qualifiziert.
Die erste gesamtschweizerische Meisterschaft beendete Concordia auf dem 10. Platz.
1934/35 wurde die Nationalliga von 16 auf 14 Teams verkleinert, der FC Concordia belegte nur Rang 13 und musste somit nach drei Jahren absteigen. In der 1. Liga, Gruppe Ostschweiz, beendete der FC die Saison 1935/36 auf dem 10. von 12 Rängen, damit wurde der zweite Abstieg in Folge knapp verhindert.
In der nächsten Saison wurde Emil Gall Trainer des Teams, jedoch konnte auch er in seiner ersten Saison als Concordia-Trainer nicht wirklich überzeugen, der Verein erreichte nur den 9. Rang. Ein Jahr später jedoch konnte sich Concordia gegenüber den letzten zwei Jahren steigern und schloss die Meisterschaft 1937/38 auf dem 2. Rang ab. Im Oktober 1937 feierte der Club sein 30-jähriges Jubiläum.
Concordia wurde auch in der folgenden Spielzeit Gruppenzweiter.

### Schwere Zeit und Fall in die dritte Liga (1939–1947)
| Saison                                            | Liga           | Stufe | Platz |
| ------------------------------------------------- | -------------- | ----- | ----- |
| 1939/40                                           | 1. Liga        | 2     | 3/4   |
| 1940/41                                           | 1. Liga        | 2     | 6/8   |
| 1941/42                                           | 1. Liga        | 2     | 10/12 |
| 1942/43                                           | 1. Liga        | 2     | 11/12 |
| 1943/44                                           | 1. Liga        | 2     | 12/12 |
| 1944/45                                           | 1. Liga        | 3     | 2/10  |
| 1945/46                                           | 1. Liga        | 3     | 1/11  |
| Aufstiegsrunde                                    | 1. Liga        | 3     | 3/3   |
| 1946/47                                           | 1. Liga        | 3     | 1/11  |
| Aufstiegsrunde                                    | 1. Liga        | 3     | 2/3   |
| 1947/48                                           | Nationalliga B | 2     | 13/14 |
| 1948/49                                           | 1. Liga        | 3     | 2/12  |
| 1949/50                                           | 1. Liga        | 3     | 1/12  |
| 1950/51                                           | Nationalliga B | 2     | 14/14 |
| 1951/52                                           | 1. Liga        | 3     | 2/12  |
| 1952/53                                           | 1. Liga        | 3     | 3/12  |
| 1953/54                                           | 1. Liga        | 3     | 4/12  |
| 1954/55                                           | 1. Liga        | 3     | 4/12  |
| 1955/56                                           | 1. Liga        | 3     | 2/12  |
| 1956/57                                           | 1. Liga        | 3     | 1/12  |
| Aufstiegsrunde                                    | 1. Liga        | 3     | 1/3   |
| 1957/58                                           | Nationalliga B | 2     | 10/14 |
| 1958/59                                           | Nationalliga B | 2     | 13/14 |
| grün unterlegt: Aufstieg / rot unterlegt: Abstieg |                |       |       |

Der FC Concordia wurde in der sogenannten «Mobilisationsmeisterschaft» 1939/40 Dritter. Im April 1940 musste Concordia aufgrund leerer Kassen seinen Sportplatz Heiligholz verkaufen. Danach folgten erneut zwei Jahre, in denen Concordia dem Abstieg nur um Haaresbreite entging. 1942/43 erreichte man nur den 11. und damit vorletzten Rang und musste in die Relegationsrunde.
Dabei spielte man zuerst gegen den Tabellenletzten gegen den direkten Abstieg. Der FC Blue Stars Zürich wurde dabei 2:1 besiegt, der Abstieg somit vorerst verhindert. Dann ging es im Entscheidungsspiel gegen den Tabellenelften der Westgruppe, dem FC Monthey, um alles oder nichts. Die ersten beiden Spiele erbrachten kein Ergebnis, 1:1 und 0:0 lauteten die Resultate. Im dritten Spiel gelang Concordia ein 1:0-Sieg, somit verblieb man endgültig in der zweiten Spielklasse.
Zum Ende der folgenden Saison 1943/44 wurden die Spielklassen erneut reformiert. Die Nationalliga B wurde eingeführt, für die sich der FC Concordia als Tabellenletzter der 1. Liga, Ostgruppe, nicht qualifizieren konnte. Damit war Concordia erstmals in seiner Vereinsgeschichte drittklassig geworden. Eingeteilt wurde der Verein in die Gruppe Zentral der 1. Liga, die fortan die neue dritte Spielstufe darstellte. Dort verpasste der FC Concordia den Gruppensieg im letzten Spiel, da man dem FC Pratteln mit 0:1 unterlag.
In der zweiten Saison in der 1. Liga gelang Concordia der Gruppensieg, jedoch scheiterte man in den Aufstiegsspielen zur Qualifikation für die Nationalliga B.
Drei Jahre nach dem Abstieg qualifizierte sich Concordia erneut für die Nationalliga B, zuvor war man Gruppensieger geworden. In den Aufstiegsspielen traf man auf den FC Chiasso und Vevey Sports.

### Zweite und Dritte Liga (1947–1959)
1947/48 war Concordia wieder zweitklassig, jedoch erfolgte am Ende der Saison der umgehende Wiederabstieg in die 1. Liga. Dort erreichte man ein Jahr später den zweiten Rang in der Gruppe Zentral, 1949/50 konnte man nach dem abermaligen Gruppensieg wieder in die NLB aufsteigen, nachdem man in den Aufstiegsspielen auf den FC Winterthur und die ES FC Malley LS getroffen war.
1950/51 konnte sich Concordia erneut nicht in der NLB halten und stieg zum Saisonende wieder nach nur einer Saison in die 1. Liga ab. Sechs Jahre lang blieb man in ununterbrochen in der 1. Liga, 1956/57 realisierten die Basler unter dem damaligen Trainer Roger Quinche den Wiederaufstieg in die NLB.
Zwei Jahre lang konnte sich Concordia in der NLB halten, danach erfolgte der abermalige Abstieg in Drittklassigkeit.

### Cup-Stolperstein und knappe Klassenerhalte (1959–1976)
| Saison                                              | Liga             | Stufe | Platz |
| --------------------------------------------------- | ---------------- | ----- | ----- |
| 1959/60                                             | 1. Liga          | 3     | 5/12  |
| 1960/61                                             | 1. Liga          | 3     | 3/12  |
| 1961/62                                             | 1. Liga          | 3     | 6/12  |
| 1962/63                                             | 1. Liga          | 3     | 2/13  |
| 1963/64                                             | 1. Liga          | 3     | 2/13  |
| 1964/65                                             | 1. Liga          | 3     | 2/13  |
| 1965/66                                             | 1. Liga          | 3     | 3/13  |
| 1966/67                                             | 1. Liga          | 3     | 7/13  |
| 1967/68                                             | 1. Liga          | 3     | 6/13  |
| 1968/69                                             | 1. Liga          | 3     | 4/13  |
| 1969/70                                             | 1. Liga          | 3     | 12/13 |
| 1970/71                                             | 1. Liga          | 3     | 8/13  |
| 1971/72                                             | 1. Liga          | 3     | 3/13  |
| 1972/73                                             | 1. Liga          | 3     | 11/13 |
| 1973/74                                             | 1. Liga          | 3     | 5/13  |
| 1974/75                                             | 1. Liga          | 3     | 11/13 |
| 1975/76                                             | 1. Liga          | 3     | 13/14 |
| 1976/77                                             | 1. Liga          | 3     | 4/12  |
| 1977/78                                             | 1. Liga          | 3     | 9/14  |
| 1978/79                                             | 1. Liga          | 3     | 14/14 |
| 1979/80                                             | 2. Liga          | 4     | 3/12  |
| 1980/81                                             | 2. Liga          | 4     | 3/12  |
| 1981/82                                             | 2. Liga          | 4     | 1/12  |
| 1982/83                                             | 1. Liga          | 3     | 7/14  |
| 1983/84                                             | 1. Liga          | 3     | 7/14  |
| 1984/85                                             | 1. Liga          | 3     | 3/14  |
| 1985/86                                             | 1. Liga          | 3     | 13/14 |
| 1986/87                                             | 2. Liga          | 4     | 2/12  |
| 1987/88                                             | 2. Liga          | 4     | 7/12  |
| 1988/89                                             | 2. Liga          | 4     | 7/12  |
| 1989/90                                             | 2. Liga          | 4     | 2/12  |
| 1990/91                                             | 2. Liga          | 4     | 7/12  |
| 1991/92                                             | 2. Liga          | 4     | 1/12  |
| 1992/93                                             | 1. Liga          | 3     | 7/14  |
| 1993/94                                             | 1. Liga          | 3     | 14/14 |
| 1994/95                                             | 2. Liga          | 4     | 1/12  |
| Aufstiegsrunde                                      | 2. Liga          | 4     | 1/3   |
| 1995/96                                             | 1. Liga          | 3     | 11/14 |
| 1996/97                                             | 1. Liga          | 3     | 11/14 |
| Relegationsrunde                                    | 1. Liga          | 3     | 1/3   |
| 1997/98                                             | 1. Liga          | 3     | 6/14  |
| 1998/99                                             | 1. Liga          | 3     | 11/14 |
| 1999/00                                             | 1. Liga          | 3     | 10/14 |
| 2000/01                                             | 1. Liga          | 3     | 1/16  |
| Aufstiegsrunde                                      | 1. Liga          | 3     | 1/3   |
| 2001/02                                             | Nationalliga B   | 2     | 12/12 |
| Relegationsrunde                                    | Nationalliga B   | 2     | 4/8   |
| 2002/03                                             | Nationalliga B   | 2     | 8/12  |
| Relegationsrunde                                    | Nationalliga B   | 2     | 2/8   |
| 2003/04                                             | ChL              | 2     | 7/17  |
| 2004/05                                             | ChL              | 2     | 7/19  |
| 2005/06                                             | ChL              | 2     | 12/18 |
| 2006/07                                             | ChL              | 2     | 5/18  |
| 2007/08                                             | ChL              | 2     | 7/18  |
| 2008/09                                             | ChL              | 2     | 8/16  |
| 2009/10                                             | 2. Liga regional | 5     | 7/13  |
| 2011/12                                             | 2. Liga regional | 5     | 6/14  |
| 2011/12                                             | 2. Liga regional | 5     | 1/14  |
| 2012/13                                             | 2. Liga inter    | 5     | 2/14  |
| 2013/14                                             | 1. Liga Classic  | 4     | 6/14  |
| 2014/15                                             | 1. Liga          | 4     | 13/14 |
| 2015/16                                             | 2. Liga inter    | 5     | 13/14 |
| 2016/17                                             | 2. Liga regional | 6     | 5/14  |
| 2017/18                                             | 2. Liga regional | 6     | 2/14  |
| grün: Aufstieg / rot: Abstieg / grau: Zwangsabstieg |                  |       |       |

1959/60 bis 1968/69 verbrachte Concordia in der 1. Liga ohne den Gruppensieg zu holen. Schlagzeilen machte man dagegen im Schweizer Cup, als man 1960/61 den B-Ligisten FC Bern und den «grossen Bruder», NLA-Teilnehmer FC Basel, aus dem Cup werfen konnte.
1962/63 konnte mit Cantonal Neuchâtel erneut ein NLB-Verein ausgeschaltet werden.
1969/70 war eine der turbulentesten Spielzeiten für den FC Concordia. In der Gruppe Zentral hatte man nur den 12. von 13 Rängen belegt und damit eigentlich in die 2. Liga, die vierthöchste Spielklasse, absteigen müssen. Während der Saison fusionierten B-Ligist Neuchâtel Xamax und 1. Liga-Teilnehmer FC Cantonal Neuchâtel. Da der neue Neuenburger Verein in der NLB antreten würde, wurde in der 1. Liga ein Platz frei, sodass ein Team weniger den Abstieg hinnehmen musste. Das Komitee der 1. Liga setzte daraufhin eine Entscheidungsrunde zwischen den zweitletzten der drei 1. Liga-Gruppen an. Concordia setzte sich dabei gegen ES FC Malley LS und Juventus Zürich durch.
Drei Jahre wurde es erneut denkbar knapp für Concordia. Gegen den FC Turgi musste man als Tabellenelfter ein Entscheidungsspiel um den Abstieg austragen, dass 2:2 nach Verlängerung endete. Da Concordia im Vergleich mit dem FC Turgi ein um ein Tor besseres Verhältnis aufwies, war der Verein dem Abstieg erneut entgangen.
1975/76 reichte es dem FC Concordia erneut nur für den zweitletzten Tabellenrang und musste deshalb wiederum in die Entscheidungsrunde. Das entscheidende Spiel wird gegen den FC Tössfeld mit 3:1 gewonnen, der Klassenerhalt erneut gesichert. Im Cup schied der Verein erst in der 4. Runde gegen NLA-Teilnehmer FC Winterthur aus.

### Jahre in der dritten und vierten Liga (1976–2001)
Drei durchzogene 1. Liga-Jahre später gelangte Concordia an seinen spielerischen Tiefpunkt: Der Abstieg in die 2. Liga konnte nicht mehr verhindert werden. Zum ersten Mal in der Vereinsgeschichte war Concordia nur noch viertklassig.
Wiederum drei Jahre später konnte Concordia unter der Basler Fussballlegende Karl Odermatt den Wiederaufstieg in die 1. Liga perfekt machen. Der FC Bümpliz wurde allerdings erst im Wiederholungsspiel 4:1 besiegt, nachdem beide Teams ihre jeweiligen Heimspiele mit 1:0 gewonnen hatten.
1982/83 bis 1985/86 spielte Concordia wieder drittklassig, ehe er nach vier Jahren wieder in die 2. Liga absteigen musste. Ausserdem erfolgte 1986 die Gründung des ersten Frauen-Teams.
1989/90 verpassten die Basler nach drei Jahren im Mittelmass die Chance zum Gruppensieg. Gemeinsam mit dem FC Nordstern Basel lag man an der Spitze, jedoch verlor Concordia das entscheidende Spiel um den Gruppensieg, gegen Nordstern mit 1:4, was zum Ende der Saison Rang 2 bedeutete.
Zwei Spielzeiten später realisierte Concordia den Aufstieg in die 1. Liga nach den Entscheidungsspielen gegen den FC Ibach.
Wiederum nur zwei Jahre später stieg Concordia erneut in die 2. Liga ab, schaffte aber gleich den sofortigen Wiederaufstieg, dies nach Siegen gegen den FC Wyler Bern den FC Wädenswil.
1996/97 muss Concordia in die Abstiegspoule der 1. Liga. Gegen den FC Dübendorf rettete man sich schon in der ersten Runde mit einem 1:0-Sieg.

### Rückkehr ins Profigeschäft und Lizenzentzug (2001–2009)
Am Ende der Saison 2000/01 wurde der FC Concordia zum ersten Mal seit langer Zeit wieder Gruppensieger der 1. Liga, Gruppe Zentralschweiz. Via Qualifikations- und Finalrunde qualifizierte sich Concordia nach 42 Jahren Abwesenheit wieder für die zweite Spielklasse, die Nationalliga B.
In der Saison 2008/09 konnte man im Schweizer Cup nach langer Zeit wieder für Furore sorgen, so stiess Concordia bis in die Viertelfinals vor, dort scheiterte man am FC Luzern mit 0:2.
Zuvor hatte man den Superligisten Neuchâtel Xamax mit 4:0 aus dem Wettbewerb geworfen.
Zum Ende der Saison 2008/09 kam der grosse Umbruch.
Die Lizenz für die kommende Spielzeit wurde aufgrund nicht erfüllter Bedingungen verweigert. Die derzeitige Spielstätte, der Rankhof, genüge den Anforderungen der Swiss Football League nicht mehr. Nur ein Stadionneubau hätte einen Zwangsabstieg in die 1. Liga verhindern können.
Die Initiative für einen Stadionneubau «Rankhof, neu?» wurde vom Regierungsrat des Kantons Basel-Stadt abgelehnt, der damalige Concordia-Präsident Stephan Glaser jedoch weigerte sich, die vom Kanton angebotene Sanierung des Rankhofs anzunehmen.
Concordia suchte lange Zeit einen neuen Standort, unter anderem wurde das ABB-Areal in Arlesheim ins Visier genommen. Schlussendlich platzten aber alle Bestrebungen, was für den Verein den Zwangsabstieg bedeutete. Jedoch legte man gegen diesen Entscheid Rekurs ein. Am 29. Mai 2009 zog der FC Concordia seinen Rekursantrag zurück. Die gewählte Massnahme hatte den automatischen Zwangsabstieg in die 1. Liga zur Folge. Jedoch kam wieder alles anders. Der Verein reichte eine Verzichtserklärung für die 1. Liga ein. Dies hätte laut dem Reglement des SFV einen Absturz in die 4. Liga, die zweitunterste Spielklasse der Schweiz, bedeutet.

### Unklarheit und Neubeginn (ab 2009)
| Saison                        | Liga    | Stufe | Platz |
| ----------------------------- | ------- | ----- | ----- |
| 2004/05                       | 5. Liga | 8     | 1/10  |
| 2005/06                       | 4. Liga | 7     | 5/10  |
| 2006/07                       | 4. Liga | 7     | 2/10  |
| 2007/08                       | 4. Liga | 7     | 2/10  |
| 2008/09                       | 4. Liga | 7     | 3/10  |
| 2009/10                       | 4. Liga | 7     | 1/10  |
| 2011/12                       | 3. Liga | 6     | 10/12 |
| 2011/12                       | 3. Liga | 6     | 10/12 |
| 2012/13                       | 3. Liga | 6     |       |
| grün: Aufstieg / rot: Abstieg |         |       |       |

Concordia suchte allerdings weiterhin nach einer Möglichkeit, um in der 2. Liga interregional oder in der 2. Liga antreten zu können.
Sonst hätte Concordia, genau wie der andere Zwangsabsteiger der Challenge League, der FC La Chaux-de-Fonds, einen Neuanfang in den Niederungen des Schweizer Fussballs wagen müssen.
Der regionale Fussballverband Nordwestschweiz (FVNWS) entschied, dass Concordia in der neuen Saison einen Startplatz in der 2. Liga regional erhalten würde.
Concordia Basel verzichtete im Gegenzug auf einen möglichen Aufstieg.
Zur neuen Saison wechselte der FC Concordia Basel vom Rankhof ins Leichtathletikstadion St. Jakob. Der FC Basel II, der bislang im LA-Stadion spielte, zog im Gegenzug auf den Rankhof.
Der Neustart in der fünften Spielklasse der Schweiz erwies sich als extrem harzig. Während der gesamten Vorrunde lag das Team auf einem Abstiegsplatz, es drohte somit der Fall in die 3. Liga. Nach der Winterpause jedoch steigerte sich der FC von Runde zu Runde, die Abstiegsränge konnten so verlassen werden. Zwei Runden vor Saisonende konnte Concordia nicht mehr von einem Nichtabstiegsplatz verdrängt werden, somit hatte man das Ziel Klassenerhalt erreicht. Die erste Saison seit dem Neubeginn beendete der FC Concordia auf Rang sieben.
Die zweite Mannschaft des FC Concordia, die in der Saison 2009/10 in der 4. Liga vertreten war, sicherte sich bereits drei Runden vor Ende der Saison Rang eins und trat somit in der kommenden Spielzeit in der 3. Liga an.
Die Saison 2010/11 beendete der FC Concordia auf dem sechsten Rang, die zweite Mannschaft konnte mit Rang 10 einen sofortigen Wiederabstieg knapp verhindern.
In der Saison 2011/12 sicherte sich Concordia einige Runden vor Schluss den Aufstieg in die 2. Liga interregional, die jedoch wegen der Einführung der neuen dritten Spielklasse, der 1. Liga Promotion, neu ebenfalls nur die fünfte Stufe bildet. Die zweite Mannschaft rettete sich in der letzten Spielrunde durch ein Sieg gegen FC Lausen 72 und bleibt somit in der 3. Liga.
Als zweitplatziertes Team steigt die 1. Mannschaft nach Abschluss der Saison 2012/13 in die 1. Liga Classic auf. Zudem qualifiziert sich das Fanionteam nach einigen Jahren wieder für den Schweizer Cup 2013/14. Zum dritten Mal in Serie feiern die U16-Junioren von Res Jost den Schweizer Meistertitel und die Frauen wiederholen den Vorjahressieg im Grosspeter Basler Cupfinal.
Nach zwei Absteigen in Folge spielt der FC Concordia seit 2016 in der 2. Liga regional. Langfristig bleibt jedoch die Rückkehr in die 1. Liga das Ziel.

## Frauen
| Saison                               | Liga           | Stufe | Platz |
| ------------------------------------ | -------------- | ----- | ----- |
| 2003/04                              | Nationalliga B | 2     | 6/12  |
| 2004/05                              | Nationalliga B | 2     | 5/12  |
| 2005/06                              | Nationalliga B | 2     | 7/12  |
| 2006/07                              | Nationalliga B | 2     | 2/12  |
| 2007/08                              | Nationalliga B | 2     | 2/12  |
| 2008/09                              | Nationalliga A | 1     | 8/10  |
| Übernahme durch den FC Basel ab 2009 |                |       |       |
| grün: Aufstieg / rot: Abstieg        |                |       |       |

Das Frauen-Team des FC Concordia stieg zur Saison 2008/09 in die Nationalliga A der Frauen auf und konnte gegen Ende der Saison den Klassenerhalt sicherstellen.
Damit wäre die Damen-Equipe zur Saison 2009/10 hin erneut in der höchsten Liga des Schweizer Frauenfussball angetreten, eine Kooperation mit dem FC Basel führte jedoch noch vor Saisonbeginn zur Übernahme des Frauenteams durch den FCB.
Die neugegründete Damenequipe ist in der vierten Spielklasse, der 2. Liga vertreten. Jedoch treten die Damen nicht im Fussballverband Nordwestschweiz, sondern im Solothurner Fussballverband an.
In den Spielzeiten 2011/12 und 2012/13 gewinnen die Frauen jeweils den Grosspeter BaslerCup.

## Spielstätte

### Fussballplatz Delsbergerallee (1908–?)
Der erste Spielort des FC Concordia Basel war ein Fussballplatz an der Ecke Delsbergerallee/Dornacherstrasse im Basler Quartier Gundeldingen, hinter dem Bahnhof SBB.

### Fussballplatz Heiligholz (1920–1940)
Der Fussballplatz Heiligholz in Münchenstein diente zwanzig Jahre lang als Spielstätte des FC Concordia. Mit dem Erwerb des Geländes konnte sich Concordia rühmen, der erste Fussballverein der Stadt Basel zu sein, der über einen eigenen Sportplatz verfügte. Im April 1940 musste Concordia das Heiligholz verkaufen, dies aufgrund finanzieller Schwierigkeiten.

### St. Jakob-Stadion (1955–1966)
Nach der Weltmeisterschaft von 1954 konnte sich der «heimatlose» FC Concordia in das nach der WM leer stehende Stadion einmieten, das nun offiziell das Heimstadion wurde.

### Landhof (1967–?)
Beim FC Basel setzte nach der Verpflichtung von Helmut Benthaus ein sportlicher Aufstieg ein, so dass der Landhof als Heimstadion des FC Basel zu klein wurde. Deshalb führte der FC Basel seine Heimspiele zunehmend im St. Jakob-Stadion durch. 1967 wurde dieses dann offiziell das Heimstadion des FC Basel und der FC Concordia zog im Gegenzug auf den Landhof.

### Stadion Rankhof
Das Stadion Rankhof teilte der FC Concordia mit dem FC Nordstern Basel als Heimspielort. Die Zuschauerkapazität wird allgemein mit 7'000 Zuschauern beziffert, wobei der Stadionrekord aus früheren Jahren bei ca. 30'000 liegt. Aufgrund der Sicherheitsbestimmungen des SFV war der FC Concordia Basel gezwungen, ein neues Stadion zu errichten, da der Rankhof den Anforderungen der Swiss Football League nicht mehr genüge.
Deshalb war ein Neubau an gleicher Stelle geplant, wobei das neue Stadion ein Fassungsvermögen von 10'000–15'000 Zuschauern erhalten sollte. Dafür wurde die Initiative «Rankhof, neu?» ins Leben gerufen. Die Regierung des Kantons Basel-Stadt erteilte dem Projekt keine Zusage, sodass das neue Stadion vorerst nicht realisiert werden kann. Dies hatte in der Saison 2008/09 den Entzug der Lizenz zur Folge.

### Leichtathletik-Stadion St. Jakob
Das Leichtathletikstadion St. Jakob – nominell in Basel, auch wenn auf Boden von Münchenstein gelegen – ist ein Teil des gleichnamigen Sportzentrums. Bislang nutzte die zweite Mannschaft des FC Basel das Stadion als Heimstätte, jedoch tauschten Concordia und der FCB II auf die neue Saison, sodass die 1. Mannschaft des FC Concordia neu im Leichtathletikstadion seine Spiele austragen wird. Das Stadion hat ein maximales Fassungsvermögen von etwa 5'000 Zuschauern.

## Erfolge
- Sieger Och-Cup 1911, Halbfinale Och-Cup 1922/23
- Viertelfinale Schweizer Cup (2008/09)

## Trainer
- Murat Yakin (2006–2007)

## Jugendabteilung
Viele ehemalige Junioren des FC Concordia Basel schafften es, sich im Schweizer Fussball an die Spitze zu kämpfen, so zum Beispiel Yann Sommer, Beg Ferati oder die Brüder Murat und Hakan Yakin.
Ein ehemaliger Junior des FC Concordia, der international in einer Topliga spielte ist Simone Grippo, der 2008–2012 bei AC Chievo Verona in der italienischen Serie A unter Vertrag stand.